# Enoch Arden
Enoch Arden er en britisk stumfilm fra 1914 af Percy Nash.

## Medvirkende
- Gerald Lawrence - Enoch Arden
- Fay Davis - Annie Lee
- Ben Webster - Philip Ray
- Dame May Whitty - Miriam Lane
- Gregory Scott - Charles